# 8-ball

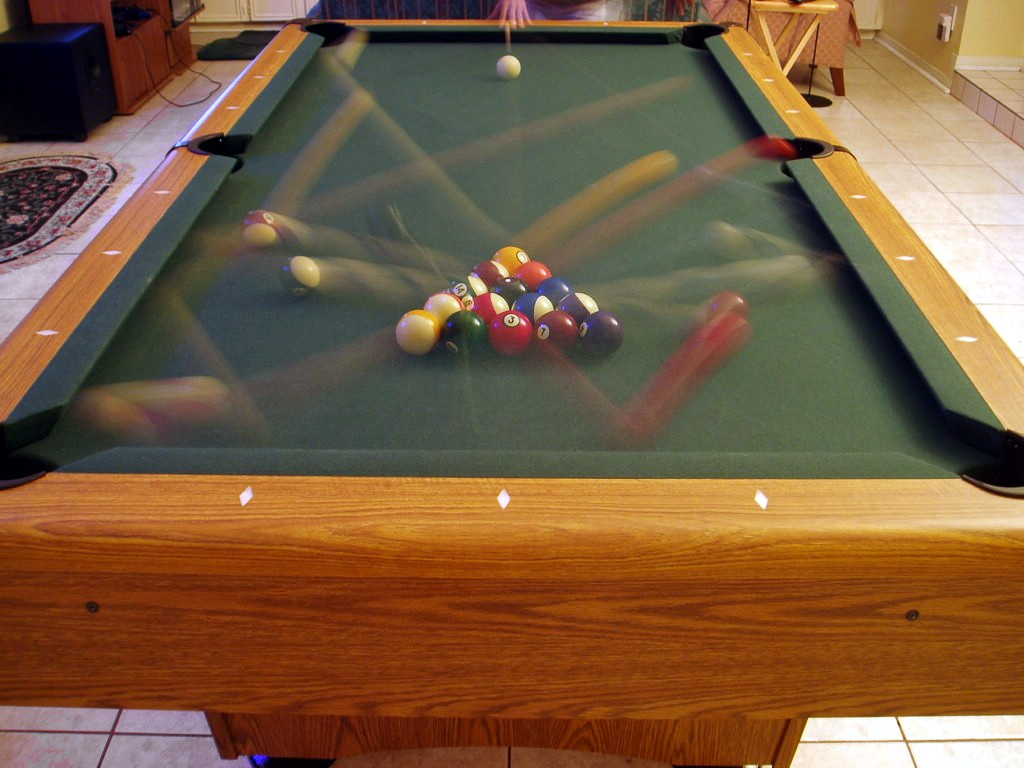
Långtidsexponerad bild av sprängning i 8-ball

8-ball är den vanligaste typen av biljard. För att kunna spela 8-ball behöver man ett set bollar som innehåller en köboll och 15 andra bollar, numrerade från 1-15. Bollarna numrerade 1-7 benämns som låg serie, medan bollarna 9-15 benämns som hög serie. En spelare "väljer" serie genom att med en korrekt stöt sänka en boll från denna.
Andra (i folkmun) populära namn på låg/hög serie är hela/halva som är mer vanligt i Sverige, eller spots/stripes (från engelskan. Själva spelet 8-ball kallas ibland också för "spots and stripes").
8-ball är ett dessängspel vilket innebär att spelaren före varje stöt måste avisera vilken boll han har för avsikt att sänka, och i vilket hål. Om detta inte fullföljs är stöten förvisso korrekt, men turen går över till motspelaren.
Spelets mål är att först sänka en av bollserierna 1-7 eller 9-15, samt därefter sänka boll nummer 8.
Spelare förlorar om
- boll nummer 8 görs i en felstöt (undantag: om boll nummer 8 sänks i sprängningen läggs den åter upp på fotpricken och spelet fortsätter).
- boll nummer 8 görs samtidigt som den sista bollen i den egna serien.
- boll nummer 8 hoppar av bordet.
- boll nummer 8 görs i fel hål.
- boll nummer 8 görs innan bollarna i den egna serien är gjorda.
- Om man bara har den svarta bollen kvar och man stöter mot den och missar hålet men får in den vita bollen så förlorar man direkt.